# Vladimir Cuc
Vladimir Cuc (* 30. Dezember 1981) ist ein moldauischer Diplomat. Er ist Ständiger Vertreter seines Landes bei den Vereinten Nationen in Genf und bei der Welthandelsorganisation.

## Leben
Vladimir Cuc wurde am 30. Dezember 1981 geboren. Er hat zwei Abschlüsse der Staatlichen Universität Moldau, zum einen ein Diplom in internationalen Beziehungen von 2004 und einen Master of Arts in internationalen Beziehungen von 2005.
Cuc arbeitete nach seinen Abschlüssen für das Außenministerium der Republik Moldau. So war er von 2004 bis 2007 als Erster Sekretär im Rahmen des Generaldirektoriums für Internationale Sicherheit tätig. Seit 2007 war er dann Berater in der Ständigen Vertretung Moldaus bei der Organisation für Sicherheit und Zusammenarbeit in Europa (OSZE) in Wien. Dieses Amt übte er bis 2010 aus, wobei er seit 2009 auch als Geschäftsträger der Vertretung diente. Seit 2010 war er dann in der Abteilung für multilaterale Beziehungen tätig, wo er dann als der Chef für die Angelegenheiten der OSZE und internationale Sicherheit tätig war. Im Jahr 2015 wurde er dann Gesandter-Botschaftsrat in der Botschaft Moldaus bei der Europäischen Union in Brüssel, was er bis 2018 bleib. Seit 2020 war der dann bis August 2021 Direktor für europäische Integration. Zu diesem Zeitpunkt wurde Cuc Staatssekretär im Außenministerium. Dies blieb er bis Juni 2024. Zu diesem Zeitpunkt wurde er dann Ständiger Vertreter seines Landes bei den Vereinten Nationen in Genf. Seine Dokumente übergab er am 10. Juni 2024 an Tatjana Dmitrijewna Walowaja, die Generaldirektorin des Büros der Vereinten Nationen in Genf. Auch ist Cuc Botschafter seines Landes bei der Welthandelsorganisation. In diesem Zusammenhang übergab er an Generaldirektorin Okonjo-Iweala am 9. April 2025 die Ratifikationsdokumente seines Landes bezüglich des Übereinkommens über Fischereisubventionen. Ebenfalls ist Cuc Botschafter seines Landes in der Schweiz.